# 리철
리철(李撤, 1940년 6월 15일  ~  )은 조선민주주의인민공화국의 정치인이다. 조선로동당 중앙위원회 후보 위원이다. 최고인민회의 제12기 대의원이다.

## 경력
1940년에 태어나 김일성종합대학과 국제관계대학 불어과를 졸업했다. 1973년부터 1979년까지 외교부 의례국장과 국제기구 국장을 지냈으며, 1980년 당 조직지도부 서기실 책임비서를 거쳐 1980년 6월 스위스 제네바 대표부 공사에 임명되었다. 1987년 9월 스위스 제네바 대표부 대사로 부임한 이후 1991.10 제네바 유엔사무국 대표부 상임대표를 맡았고, 1998년 1월 스위스 주재 대사에 임명되었다. 2000년 7월 합영회사 KOHAS 대표, 2001년 8월 리히텐슈타인 주재 대사를 겸했으며, 2001년 12월 네덜란드 주재 대사까지 겸했다. 2010년 3월 스위스 주재 대사직에서 물러났다. 2010년 9월, 조선로동당 중앙위원회 후보위원에 선임되었으며, 2010년 4월부터 합영투자지도국 국장, 합영투자위원회 위원장을 맡고 있다. 2011년 11월, 리철은 합영투자위원회 위원장에서 해임되고, 리광근 전 무역상이 후임 합영투자위원회 위원장으로 임명되었다.

## 최고인민회의 대의원
2003년 9월 최고인민회의 제11기 대의원에 선출되었으며, 2009년 4월 이후 제12기 대의원으로 있다.

## 기타
2011년 김정일 사망 당시에 국가장의위원회 위원을 맡았다.

## 같이 보기
- 조선민주주의인민공화국의 정치